# 박소영 (아나운서)
박소영(1979년 ~ )은 대한민국의 KBS창원방송총국 전 아나운서이다.
※KBS안동 박소영 아나운서는 동명이인

## 학력
- 숭실대학교 중어중문학과

## 경력
- 2005년 10월 : KBS창원방송총국 33기 공채 아나운서 (KBS 창원방송총국 근무)

## 진행
- KBS창원 1TV KBS 뉴스 9 창원 진행
- KBS창원 1TV KBS 뉴스 (930) 창원 진행
- KBS창원 1TV 네트워크 참TV 창원 진행
- KBS창원 1FM FM광장 진행
- KBS창원 1TV 열려라 동요세상 진행
- KBS창원 1TV TV 문화공감 진행
- KBS창원 2TV KBS 8 아침 뉴스타임 창원 진행
- KBS창원 1라디오 KBS 제1라디오 3시 뉴스(보도, 월-일,15:05~15:10)
- KBS창원 1라디오 KBS 제1라디오 5시 뉴스(보도, 토-일,17:00~17:05)